# Conus excelsus
Conus excelsus (nomeada, em inglês, Illustrious Cone; com excelsus, na tradução do latim para o português, significando "excessivamente elevado") é uma espécie de molusco gastrópode marinho predador do gênero Conus, pertencente à família Conidae. Foi classificada por George Brettingham Sowerby III em 1908; no texto "Description of a new Species of the Genus Conus", publicado na obra Annals and Magazine of Natural History, series. 1; com seu holótipo depositado no Museu de História Natural de Londres. É nativa do Extremo Oriente, entre Myanmar, no oceano Índico, até Queensland, na Austrália, Ilhas Salomão e Nova Caledónia (sua localidade tipo; embora Sowerby III não tivesse tanta certeza de sua procedência), no oceano Pacífico; e já esteve entre as mais raras conchas do mundo, durante o século XX, com outro espécime não registrado até o ano de 1945.

## Descrição da concha
Esta concha tem um elegante corpo bicônico de pouco mais de 10 centímetros de comprimento, quando desenvolvida, com espiral alta e angulosa em sua porção mais larga; e com sua volta final geralmente pouco maior que o tamanho de sua espiral. Sua coloração é de um marrom, laranja ou laranja-amarelado, mais ou menos pálido, salpicado de manchas brancas, com linhas estriadas ou em zigue-zague, por sua superfície. Abertura dotada de lábio externo fino e interior branco, não se alargando em direção à base (onde fica seu canal sifonal). Seu opérculo é diminuto, comparado com a extensão de sua abertura. Sobre ela G. B. Sowerby III escreveuː "esta magnífica concha, atualmente única, desafia a comparação com qualquer espécie até então conhecida. A característica mais proeminente é a altura extraordinária de seu pináculo, agudamente cônico, que é bastante simétrico e não apresenta aparência de anormalidade. As espirais são angulares, um pouco côncavas acima do ângulo, com duas ranhuras espirais rasas; as oito ou nove primeiras coroadas por tubérculos diminutos, no ângulo. O corpo-espiral é atenuado graciosamente, em direção à base, e ligeiramente arredondado no ângulo, que é encimado por uma quilha estreita. A superfície é esculpida por numerosas ranhuras em espiral, rasas".

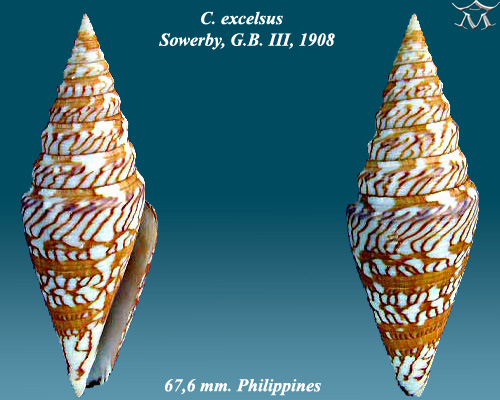
Uma concha de C. excelsus em vista superior (direita) e inferior (esquerda); espécime das Filipinas.

## Distribuição geográfica e raridade
Esta espécie é principalmente encontrada no Pacífico Ocidental; no Extremo Oriente, entre Myanmar, no oceano Índico, até Queensland, na Austrália, Ilhas Salomão e Nova Caledónia; incluindo China, Taiwan, Japão e Filipinas. Vive em águas profundas da zona nerítica, entre 100 a 400 metros, e já esteve entre as mais raras conchas do mundo, durante o século XX, com outro espécime não registrado até o ano de 1945; agora considerada espécie pouco preocupante pela União Internacional para a Conservação da Natureza.